# Köln-Klasse (NDL)
In den Jahren 1899 bis 1902 ließ der Norddeutsche Lloyd sieben Dampfer der Köln-Klasse für den Einsatz auf den Nebenlinien nach Nordamerika bauen. Die Schiffe verfügten über eine kleine, den Bedürfnissen dieser Linien angepasste Zahl von Kabinenplätzen, und konnten im Bedarfsfall auch eine große Zahl von Zwischendeckspassagieren transportieren. Sechs der Dampfer wurde in der Region gebaut, der Auftrag für das siebente Schiff (Hannover) ging wegen der starken Auslastung der deutschen Werften als einer der letzten Aufträge des Lloyd an eine Werft im Vereinigten Königreich.
Als erstes Schiff wurde die Köln am 18. Oktober 1899 von der Tecklenborg-Werft in Geestemünde abgeliefert. Die Tecklenborg-Werft liefert vier Schiffe der Klasse, der Bremer Vulkan zwei und Wigham Richardson & Co, Walker-on-Tyne, lieferte am 25. November 1899 die Hannover als zweites Schiff der Klasse ab. Die Schiffe waren zwischen 7.305 und 7.543 BRT groß, hatten eine Tragfähigkeit von 8.600 bis 9.050 tdw und liefen 12,5 bis 13,7 kn. Sie verfügten über 112 bis 122 Kabinenplätze der II. Klasse und 1855 bis 1938 Zwischendecksplätze.

## Einsatz beim NDL
Am 20. Oktober 1899 lief die Köln zu ihrer Jungfernreise aus Bremerhaven nach Galveston aus. Galveston wurde vom Lloyd als drittes Ziel in den USA 1900 in den Linienplan aufgenommen, da der Bremer Baumwollhandel daran interessiert war. Am 2. Dezember erfolgte dann die Jungfernfahrt der Hannover nach Baltimore, wohin die Köln am 21. Dezember folgte. Im März 1900 wurde die Frankfurt als drittes Schiff der Klasse auf der Strecke nach Baltimore in Dienst genommen.
Die Köln wurde als erstes Schiff der Klasse am 10. Mai 1900 mit dem Ablösetransport für das Kreuzergeschwader aus Wilhelmshaven nach Ostasien entsandt, wo sie am 16. Juni in Tsingtau eintraf. Das Schwesterschiff Frankfurt transportierte ab dem 3. Juli zusammen mit der Wittekind zusätzliche Marineinfanterie wegen des Boxeraufstandes nach China und die Hannover folgte ihr in der zweiten Staffel der Truppentransporter für das Ostasiatische Expeditionskorps am 4. September und traf am 19. Oktober in China ein.
Zwischen Ende Oktober 1901 und März 1902 erfolgte die Auslieferung der vier weiteren Schwesterschiffe, die Baltimore, Galveston, New York zum Teil auch nacheinander anliefen. Am 10. März 1910 kam Philadelphia als regelmäßiger Anlaufhafen in den USA hinzu, das zuerst von der Frankfurt angelaufen wurde. Der Lloyd bot 14-tägliche Abfahrten an, die nach Baltimore bzw. Galveston fortgeführt wurden. Von den Endhäfen kehrten die Schiffe direkt nach Bremerhaven zurück. Daneben wurde Baltimore auch noch dreimal direkt angefahren. Am 31. Dezember 1913 eröffnete die Hannover noch eine dreiwöchentliche Linie nach Boston und New Orleans. Der NDL transportierte 1913 über 280.000 Passagiere in die USA, von denen etwa 30 % diese Nebenlinien nutzten.
Die Frankfurt führte vom 22. Januar bis zum 28. April 1905 einen der üblichen jährlichen Ablösungstransporte für die Marineinfanterie-Garnison in Tsingtau durch.

Am 19. September 1908 führte dieses Schiff als einziges der Klasse ihre erste von sechs Reisen nach Südamerika durch.
 Am 15. April 1912 befand sie sich auf dem Nordatlantik rund 300 Kilometer von der Untergangsstelle der Titanic entfernt, deren Notsignale sie empfing. Die Frankfurt setzte Kurs in Richtung der von der Titanic übermittelten Position und erreichte diesen um 10:50 Uhr morgens. Überlebende konnten nicht mehr geborgen werden. Die Erlebnisse dieser Nacht hielt der 3. Offizier der Frankfurt, Carl Herbert, in einem Bericht für die Zeitschrift Die Woche vom 4. Mai 1912 fest.
Die Cassel lief als einziges Schiff der Klasse am 7. Oktober 1911 auf der Frachtlinie über Kapstadt nach Australien. Insgesamt machte sie drei Rundreisen auf dieser Strecke.
Die Köln machte ihre erste von zwei Fahrten nach Quebec und Montreal am 26. April 1912. Die Hannover kam am 6. April 1913 von Hamburg bis Portland (Maine) und am 16. Mai dann bis Quebec und Montreal zum Einsatz und fuhr dann ab dem 16. Mai 1914 noch zweimal nach Kanada auf der seit 1909 im Sommer betriebenen Linie, die der NDL gemeinsam mit der HAPAG, der Holland America Lijn und der Red Star Line bediente.
Die Brandenburg eröffnete am 16. April 1914 noch einen neuen Passagierdienst von Emden in die USA.
Bei Kriegsbeginn waren vier Schiffe in Deutschland. Die Hannover war zuletzt am 27. Juni nach Kanada eingesetzt worden und wieder in der Heimat, ebenso die Cassel, die zuletzt am 14. Mai (?) nach New York, Philadelphia und Galveston eingesetzt worden war und die auf der gleichen Strecke zuletzt am 11. Juni eingesetzte Chemnitz. Dazu war die auf der Linie Boston – New Orleans eingesetzte Frankfurt in Bremerhaven. Sie sollte planmäßig noch 1914 nach Kanada eingesetzt werden, wohin auch das Schwesterschiff Hannover wieder zum Einsatz kommen sollte. Die Willehad und ihre Schwester Wittekind befanden sich auf dieser Strecke bei Kriegsbeginn.
Die am 29. Juli ausgelaufene Köln traf am 11. August in Boston ein und wurde dort aufgelegt. Die am 8. Juli über Emden nach Boston und New York ausgelaufene Breslau befand sich in New Orleans und wurde dort 1917 von den USA beschlagnahmt und in Bridgeport umbenannt. Die in Boston ebenfalls beschlagnahmte Köln wurde dann zur USS Amphion.

## Einsatz während des Krieges
Die am 23. Juli 1914 aus Bremerhaven ausgelaufene Brandenburg erreichte am 5. August ihr Ziel Philadelphia und lief unter Kapitän Max Dietrich mit Versorgungsgütern für den Hilfskreuzer Kaiser Wilhelm der Große wieder aus. Nach Kenntnis von dessen Verlust lief das Schiff im September 1914 Trondheim an, wo es für die Dauer des Krieges verblieb.
Frankfurt, Chemnitz, Cassel kamen am 11. August 1914 in den Dienst der Kaiserlichen Marine als Lazarettschiffe und wurden Anfang 1915 wieder an den NDL zurückgegeben. Anfang September 1917 wurden diese drei Schiffe und die Hannover als Transporter für das Oesel-Unternehmen wieder in Dienst gestellt. Die Hannover wurde schon am 1. Dezember 1917 wieder zurückgegeben, die anderen blieben bis Ende 1918/Anfang 1919 in Dienst. Zwischen dem 7. April und 25. August 1919 wurden die vorgenannten vier Dampfer und die aus Norwegen wieder nach Deutschland gelangte Brandenburg nach Großbritannien ausgeliefert.

## Nachkriegseinsätze
Die fünf ausgelieferten Dampfer wurden von britischen Reedereien zum Einsatz gebracht. Die Brandenburg wurde von der Reederei Holt erworben und in Hecuba umbenannt, aber schon im Juli 1922 vor Anker in Istanbul schwer beschädigt, als sie von der Maid of Milos gerammt wurde. 1924 noch nach Italien verkauft und in Ada umbenannt, wurde sie Ende 1924 abgewrackt.
 Aus der Frankfurt wurde 1923 die Sarvistan, die in Indien und Ostasien in Dienst blieb und Ende 1931 zum Abbruch nach Japan verkauft wurde. Die Chemnitz wurde Ende 1923 abgewrackt.
 Die Cassel wurde im November 1921 nach Frankreich weitergegeben und kam als Maréchal Galliéni am 1. Mai 1922 für die Messageries Maritimes nach Madagaskar in Fahrt. Das stark verschlissene Schiff wurde 1926 abgebrochen.

## Hannoverwieder beim NDL
Die Hannover wurde 1921 vom NDL wieder zurückgekauft und kam als dessen drittes Seeschiff am 25. März 1922 von Bremerhaven nach New York in Fahrt. Ab 1924 wurde die Passagiereinrichtung auf bis zu 32 Plätze in der II. Klasse beschränkt. Ab 1926 blieb sie als Frachter in der USA-Fahrt und wurde Ende 1932 aus dem Dienst genommen und zum Abbruch verkauft.

## Unter US-amerikanischer Flagge
Das in Boston beschlagnahmte Typschiff der Klasse, die Köln, wurde als Amphion für Truppentransporte nach Europa eingesetzt. Bei einem Gefecht mit einem deutschen U-Boot gab es zwei Tote an Bord und einen erheblichen Sachschaden. Vom 12. April bis 27. September 1919 wurde sie dann von der US-Navy als USS Amphion in Dienst gehalten und führte drei Reisen nach Europa durch und transportierte 6410 US-Soldaten zurück. Ein Käufer wurde für das Schiff nicht gefunden und es wurde Anfang 1924 zum Abbruch verkauft.

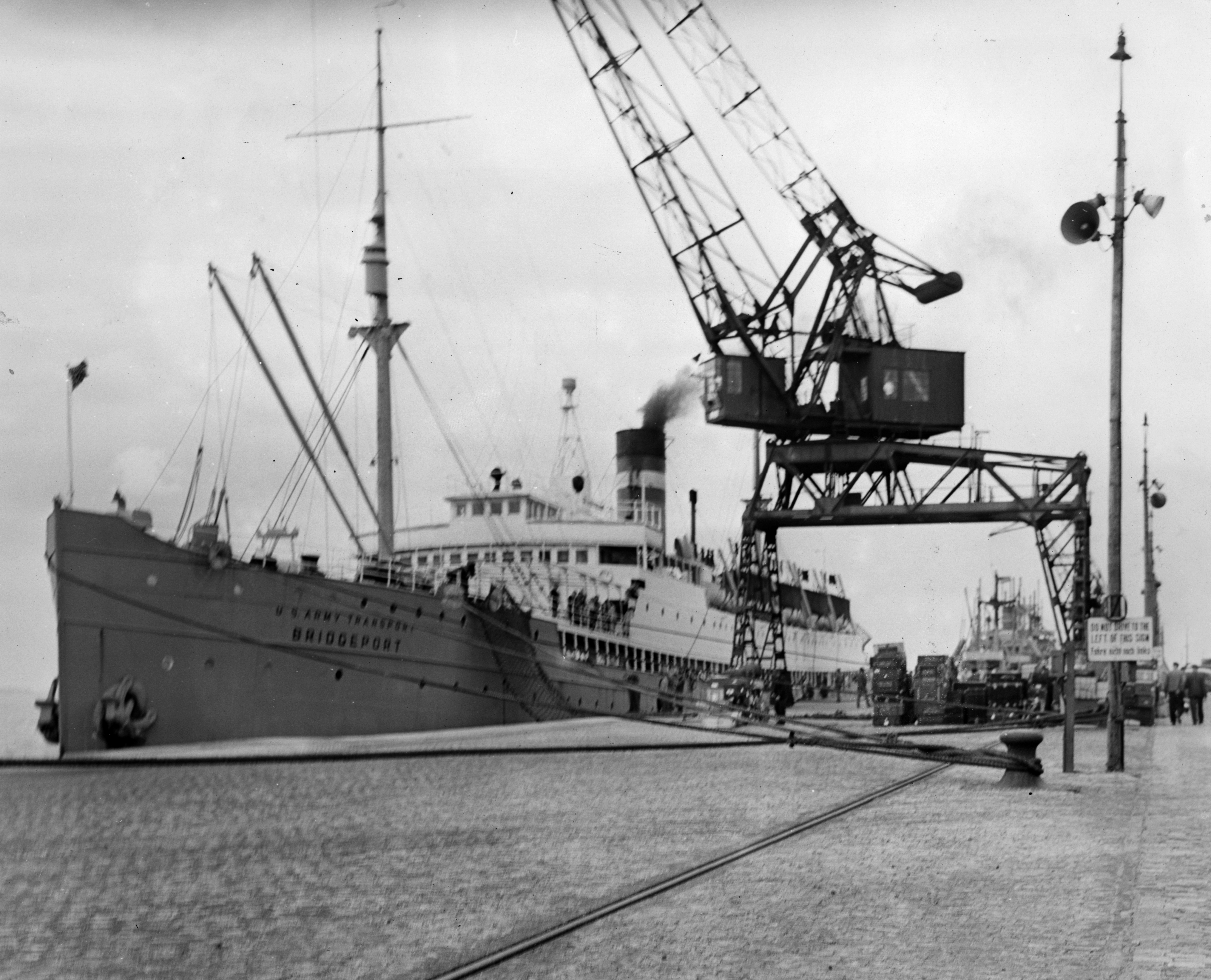
Die ehemalige Breslau 1946 als USAT Bridgeport

Der in New Orleans beschlagnahmten Breslau war das längste Leben aller Schwesterschiffe beschieden. In Bridgeport umbenannt, wurde sie als Werkstattschiff hergerichtet. Nach Einsätzen an der US-Ostküste und bei den Azoren verlegte sie 1918 nach Brest und war dort bis zum Herbst 1919 stationiert. In die USA zurückgekehrt wurde sie am 17. Juli 1920 zum Zerstörerbegleitschiff umklassifiziert (AD-10). Im November 1924 wurde die Bridgeport außer Dienst gestellt und aufgelegt.
Im September 1943 kam sie dann als Lazarettschiff Larkspur der US Army wieder in Dienst und wurde auch im Mittelmeer eingesetzt. 1946 zum Transportschiff umgerüstet, brachte sie jetzt wieder als Bridgeport unter anderem sogenannte Kriegsbräute in die USA. Am 16. April 1947 wurde die ehemalige Breslau endgültig außer Dienst gestellt und 1948 abgebrochen.